# 青空にとび出せ!
『青空にとび出せ！』は、1969年3月30日 - 9月28日の毎週日曜日19時30分 - 20時（『不二家の時間』）に、TBS系列で放映されたテレビドラマである。全26話、16ミリフィルム撮影カラー作品。不二家の一社提供。

## 概要
1968年、デビュー曲『恋の季節』が空前の大ヒットを記録し、同年の『NHK紅白歌合戦』にも初出場した当時大人気の5人組グループ・ピンキーとキラーズが主演を務めた青春コメディー。「自分たちだけの独立国を造ろう」という夢を叶えるために意気投合した5人の若者（ピンキーとキラーズがそれぞれ扮している）が、一台の特製キャンピングカー（マツダ・ライトバス）に乗って日本各地を旅してゆく。

## あらすじ
タバコの投げ捨てが原因でボヤ騒ぎが起こり、建て替えが決まったアパートの住人、ピンキー、エンディ、ジョージ、パンチョ、ルイスの5人は、立ち退きを迫る大家との攻防戦の末、1人20万円ずつの立退き料を貰うとの事で話はまとまった。しかし、それぞれ将来の生活に不安を抱いていた。
ある日、5人はふと立ち寄ったキャンピングカーの展示会で一台のキャンピングカーに目をつけ、アパートの立退き料を出し合いキャンピングカーを購入。5人はそれぞれの勤め先を辞め、ある壮大な夢をかなえる準備を始める。その壮大な夢とは、「わずらわしい事など何もない、自由で楽しい、平和な5人だけの独立国を造ろう」というもの。
いよいよアパート取り壊しの日。解体されたアパートのがれきの中から、派手なペイントを施した一台のキャンピングカーが現れた。通称「ピンキングカー」。あ然と見送る大家をよそに、5人を乗せたピンキングカーは颯爽と走り出し東京を出発。一路、独立国建設へ向けて、金儲けと冒険の旅が始まった。
旅の過程で色々な騒動に巻き込まれたり、様々な人たちとの出会いや別れに触れながら、笑いあり、涙あり、歌ありの珍道中を繰りひろげて行く。

## 出演
- 今陽子（ピンキー）
- エンディ山口（エンディ）
- ジョージ浜野（ジョージ）
- ルイス高野（ルイス）
- パンチョ加賀美（パンチョ）
- 水森亜土（アド：ガソリンスタンドの店員）
- 加藤和彦（ジョン：ガソリンスタンドの店員）
- 田崎潤（善助：ガソリンスタンドのオーナー）
- ナレーター：前田武彦（第1話～第14話）　牟田悌三（第15話～第26話【終】）

※ナレーターは話が終わった直後に顔出しして、今回の話の批評を述べてから次回予告へと繋ぐ。

## スタッフ
- プロデューサー：香取雍史
- 音楽：いずみたく
- 監督：井上博（第1話 - 第4話）、小山幹夫（第5話 - 第10話）、上野英隆（第11話・第12話・第16話・第17話・第21話・第22話・第24話）、今村明男（第13話・第14話・第18話・第19話・第25話）、香月敏郎（第15話・第20話・第23話）
- 脚本：松木ひろし（第1話・第2話）、大津皓（第3話・第9話）、加瀬高之（第4話・第6話 - 第8話・第11話・第16話・第17話・第21話・第22話）、布勢博一（第5話・第10話・第12話・第13話・第25話・第26話）、上原正三（第14話）、堀英伸（第15話）、鎌田敏夫（第18話・第23話・第24話）、市川森一（第19話）、市川由美（第19話）、横田与志（第20話）
- 制作担当：弥富春男（第1話 - 第11話）、中山和記（第12話 - 第26話）
- 制作協力：オールスタッフ・プロダクション
- 制作：国際放映、TBS

## 各話サブタイトル・ゲスト出演者
| 回 | 放送日  | サブタイトル                 | 脚本       | 監督     | ゲスト                                                        |
| -- | ------- | ---------------------------- | ---------- | -------- | ------------------------------------------------------------- |
| 1  | 3月30日 | ピンキングカー誕生           | 松木ひろし | 井上博   | 梅津栄、田武謙三、浅川みゆ起、五月晴子、他                    |
| 2  | 4月6日  | そこに山があったら           | 松木ひろし | 井上博   | 潮万太郎、永井柳太郎、阿部京子、池田忠夫、殿山泰司、他        |
| 3  | 4月13日 | SOS赤い風船                  | 大津皓     | 井上博   | 森川信、小坂一也、小西まち子、他                              |
| 4  | 4月20日 | 器用貧乏ケガのもと           | 加瀬高之   | 井上博   | 清水まゆみ、丘寵児、松本朝夫、見明凡太郎、川口英樹、他        |
| 5  | 4月27日 | 恋は青空                     | 布勢博一   | 小山幹夫 | 津川雅彦、小松政夫、華かおる、他                              |
| 6  | 5月4日  | ピンキーと五月人形           | 加瀬高之   | 小山幹夫 | 左卜全、河内桃子、砂塚英夫、本郷淳、進千賀子、他              |
| 7  | 5月11日 | ピンチだ！それいけ           | 加瀬高之   | 小山幹夫 | 柳家金語楼、水垣洋子、大村千吉、他                            |
| 8  | 5月18日 | ハプニング・ホリデー         | 加瀬高之   | 小山幹夫 | 曽我町子、一谷伸江、佐々木梨里、人見明、他                    |
| 9  | 5月25日 | ピンキーとモーレツ老人       | 大津皓     | 小山幹夫 | 多々良純、平凡太郎、関千恵子、奥村公延、他                    |
| 10 | 6月1日  | ボクとお月さま               | 布勢博一   | 小山幹夫 | 柳川慶子、川瀬裕之、幸田宗丸、北原義郎、他                    |
| 11 | 6月8日  | 千円札を追っかけろ           | 加瀬高之   | 上野英隆 | 由利徹、 太田博之、たんくだん吉、いわたがん太、笠置シズ子、他 |
| 12 | 6月15日 | みんな大嫌い                 | 布勢博一   | 上野英隆 | 鷲尾愛里、相馬剛三、雷門ケン坊、辻しげる、他                  |
| 13 | 6月22日 | だまされてチョーダイ！       | 布勢博一   | 今村明男 | 財津一郎、桑山正一、若水ヤエ子、西岡慶子、他                  |
| 14 | 6月29日 | 広い世間にただひとり         | 上原正三   | 今村明男 | 小瀬朗、武智豊子、中村是好、藤原釜足、他                      |
| 15 | 7月6日  | こそこそバンバン             | 香月敏郎   | 堀英伸   | 三角八郎、東光生、谷村昌彦、他                                |
| 16 | 7月13日 | ピンキングカー入院           | 加瀬高之   | 上野英隆 | 佐山俊二、海野かつを、江美早苗、吉田昌史、他                  |
| 17 | 7月27日 | 続 ピンキングカー入院        | 加瀬高之   | 上野英隆 | 塩沢とき、南利明、木田三千雄、土方弘、他                      |
| 18 | 8月3日  | ロミオとジュリエットは縞の服 | 鎌田敏夫   | 今村明男 | 三波伸介、常田富士男、小倉一郎、小桜京子、金井大、他          |
| 19 | 8月10日 | ピンキーよ銃をとれ！         | 市川由美   | 今村明男 | 牟田悌三、久里みのる、水上竜子、E・H・エリック、奥村公延、他  |
| 20 | 8月17日 | ピンキーとちびっ子紳士       | 横田与志   | 香月敏郎 | 三崎千恵子、 紅理子、大泉滉、他                               |
| 21 | 8月24日 | パンチョの恋の物語           | 加瀬高之   | 上野英隆 | 鷲尾真知子、関敬六、渚健二、他                                |
| 22 | 8月31日 | あぁ、一千万円！             | 加瀬高之   | 上野英隆 | 柳谷寛、他                                                    |
| 23 | 9月7日  | やっぱり神様だワ？！         | 鎌田敏夫   | 香月敏郎 | 野口ふみえ、左卜全、鮎川浩、木原規之、他                      |
| 24 | 9月14日 | ヒットラー、お前は誰だ？！   | 鎌田敏夫   | 上野英隆 | 森次浩司、桜井浩子、野村昭子、穂積隆信、石橋雅史、他          |
| 25 | 9月21日 | あゝ独立国！                 | 布勢博一   | 今村明男 | 江戸家猫八、人見きよし、太宰久雄、坊屋三郎、他                |
| 26 | 9月28日 | さよならピンキー！           | 布勢博一   | ？       | 名古屋章、悠木千帆、市村俊幸、稲吉靖、他                      |

※7月20日は「オールスターゲーム・第2戦」中継（阪神甲子園球場、朝日放送制作。19:00 - 21:24）のため休止。

## 主題歌
- 『青空にとび出せ！』（作詞：岩谷時子、作曲・編曲：いずみたく、唄：ピンキーとキラーズ）

## コミカライズ
大和和紀によって、月刊誌「なかよし」（講談社）の1969年5月号から同年9月号まで連載された。

## 補足
同番組のもう一つの“主役”であった「ピンキングカー」（マツダニュー・ライトバス）は番組終了後、同じ国際放映制作のアクション・ドラマ『東京バイパス指令』（日本テレビ）で使用されている。第58話「贋札稼業」（1969年12月12日放映）の劇中、移動診療車として登場したその姿は、飾りが取り外され、車体も白一色に塗装されていた。
主題歌の曲名は番組タイトルと同じ「青空にとび出せ！」であるが、クレジット内では「青空にとび出そう！」と表記されている。
2013年8月26日～11月18日の間日本BS放送（BS11）にて、毎週月曜日19時～20時枠にて本作が再放送（二本立て）されたが、
BS11のホームページ上に「諸般の事情により、第24話の放送はございません。ご了承ください。」の注釈があがり、第24話は放送されなかった。
BS11のほか、CS（キッズステーション、ファミリー劇場）でも再放送が行われていたものの、長年にわたって映像ソフト化に恵まれなかったが、2023年7月28日にベストフィールドより「青空にとび出せ！ コレクターズDVD」として初めてソフト化される事となった。
| TBS系 不二家の時間                            | TBS系 不二家の時間                     | TBS系 不二家の時間  |
| 前番組                                        | 番組名                                 | 次番組              |
| --------------------------------------------- | -------------------------------------- | ------------------- |
| 怪物くん （アニメ第1作） 【ここまでアニメ枠】 | 青空にとび出せ! 【当番組よりドラマ枠】 | サインはV （第1作） |